# Československá měnová reforma (1953)

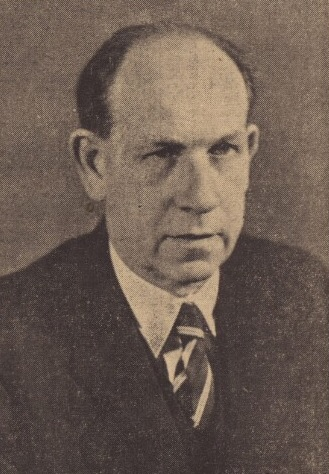
Prezident Antonín Zápotocký, za jehož mandátu byla reforma provedena

Československá měnová reforma z roku 1953 byla měnová reforma československé koruny provedená 1. června 1953, kterou se tehdejší komunistická vláda snažila dosáhnout znehodnocení měny, vypořádat se s přídělovým systémem, zastavit černý trh a také snížit poměr poptávky vůči chudé poválečné nabídce. Tehdejší mocí byla reforma prezentována jako vítězství „pracujícího lidu“ a úder buržoazii, důsledkem však bylo znehodnocení úspor, propadnutí vázaných vkladů všeho obyvatelstva a pokles jeho životní úrovně. Anulováním dluhů státu vůči domácímu obyvatelstvu šlo o faktický státní bankrot.

## Události předcházející reformě
Na začátku 50. let 20. století, tedy několik let po konci druhé světové války a krátce po nástupu komunistického režimu, panovala v Československu hluboká ekonomická krize. Spotřebního zboží byl na trhu nedostatek, jeho distribuce byla proto dosud (od válečného roku 1939) zajišťována na příděl, a obyvatelstvo nemělo kde realizovat svou kupní sílu. Ekonomika země sice rostla závratným tempem, to mělo ovšem souvislost se zapojením země do struktur zemí patřící do sovětské sféry vlivu, protože 32 % strojírenské výroby směřovalo k armádě a polovina všech investic byla určena na rozvoj těžkého strojírenství. Provedením měnové reformy mohl stát připravit občany o peníze, za které jim neměl co nabídnout.
Sovětský svaz přestal rubl na dolar vázat roku 1950. Československá měnová reforma z roku 1953 pak byla spojena s navázáním koruny na rubl, zatímco na západě zůstal Brettonwoodský systém s navázáním západních měn na dolar. Navázáním měn tak byl rubl a dolar zvýhodněny.
K provedení měnové reformy došlo v roce 1953 navzdory tvrzení prezidenta republiky Antonína Zápotockého, který ještě v pátek 29. května večer ve svém rozhlasovém projevu veřejnost údajně ujišťoval, že „naše měna je pevná a měnová reforma nebude, všechno jsou to fámy, které šíří třídní nepřátelé“. Historik Zdeněk Jirásek ale existenci takového projevu zpochybnil. Podle archiváře Richarda Mahela možná záznam projevu komunisté zničili. V rozhlasovém pořadu Tisíc příběhů část proslovu pouze přemluvili.
Avšak 30. května po páté hodině odpolední předseda vlády Viliam Široký v rozhlase oznámil, že stávající bankovky budou platit pouze do konce měsíce. Počínaje 1. červnem byly vyměňovány za nové, které byly již v předstihu vytištěny v Sovětském svazu.

## Podstata a důsledky reformy
Mzdy a ceny se přepočítaly v poměru 5:1. Hotovost do 300 Kčs na osobu se přepočítávala v poměru 5:1 (pouze však u osob, které nepoužívají námezdní práci), u všech ostatních forem (včetně hotovosti právnických osob) šlo již o poměr 50 Kčs starých peněz za 1 Kčs nových peněz. Ve stejném poměru 1:50 se používaly poštovní známky, které byly v platnosti do 18. června. Od 19. června pak platily nově vydané známky.
Vklady fyzických osob u peněžních ústavů do 5 000 Kčs včetně byly přepočítávány v poměru 5 Kčs starých peněz za 1 Kčs nových peněz, vyšší vklady do 10 000 Kčs už v poměru 6,25:1, vklady do 20 000 Kčs v poměru 10:1, ty do 50 000 Kčs 25:1 a vyšší v poměru 30:1, vklady složené na nové vkladní knížky po 16. květnu 1953 se přepočítávaly v poměru 50:1. Vklady na knížky dělníků a úředníků z pravidelného podnikového spoření se přepočítávaly v poměru 5:1. Prémie životního pojištění se přepočítaly v poměru 20:1.
Zůstatky na účtech státních organizací a některých JZD (III. a IV. typu) se přepočítávaly v poměru 5:1. Zůstatky na účtech soukromých podniků se přepočítávaly v poměru 50:1, s výjimkou částky nepřevyšující částku vyplacených mezd za předchozí měsíc, když tato část se přepočítávala v poměru 5:1.
Zcela zrušeny bez náhrady byly vázané vklady vzniklé při měnové reformě v roce 1945, závazky z tuzemských cenných papírů vydaných před rokem 1945 i závazky státních dluhopisů a dluhopisů jiných finančních institucí vydané po roce 1945.
Průměrně došlo k celkovému přepočtu 10:1 (Vklady ve státní spořitelně před měnovou reformou 9 000 000 Kčs, po přepočtu 930 000 Kčs).[zdroj⁠?!] Byl dramaticky redukován objem oběživa ze zhruba 52 miliard starých korun na 1,4 miliardy nových, tedy přibližně 37:1.
Reformu většina obyvatel pochopila jako velkou krádež, tím spíše, že členové komunistické strany dostali často lepší kurs, který navíc nebyl vázaný na výši částky. V některých městech došlo po reformě k nepokojům, zejména mezi dělníky. Největší odpor vzbudila měnová reforma v Plzni, kde byl její dopad ještě zvýrazněn tím, že plzeňská Škodovka úmyslně vyplatila mzdy dříve, před reformou (tzv. plzeňské povstání). Nepokoje byly potlačeny silou. Za účelem dosažení svých cílů poškodila měnová reforma velké množství drobných i velkých střadatelů, živnostníků a obchodníků, kteří přišli o provozní kapitál.

### Srovnání cen
Statistická ročenka ČSR z roku 1958 uvádí následující srovnání maloobchodních cen v letech před a po měnové reformě (1. června 1953):
| zboží         | množství | 1937  | 1952       | 1952      | červen 1953 | 1954    | 1955    |
| zboží         | množství | 1937  | vázaný trh | volný trh | červen 1953 | 1954    | 1955    |
| Chléb         | 1 kg     | 02,25 | 08,-0      | 0016,-0   | 002,80      | 00-2,60 | 00-2,60 |
| Rohlíky       | 1 kg     | 05,90 | 37,70      | 0056,60   | 008,30      | 00-6,60 | 00-6,60 |
| Hovězí zadní  | 1 kg     | 17,-0 | 48,-0      | 0200,-0   | 025,-0      | 025,-0  | 025,-0  |
| Máslo         | 1 kg     | 16,50 | 80,-0      | 0450,-0   | 044,-0      | 042,-0  | 042,-0  |
| Rýže          | 1 kg     | 03,05 | 40,-0      | 0300,-0   | 028,-0      | 019,-0  | 016,-0  |
| Cukr kostkový | 1 kg     | 06,35 | 15,70      | 0140,-0   | 014,-0      | 011,-0  | 011,-0  |
| Káva          | 1 kg     | 36,-0 | …          | 1500,-0   | 300,-0      | 240,-0  | 240,-0  |
| Rum           | 1 lg     | 19,-0 | …          | 0430,-0   | 068,-0      | 057,60  | 057,60  |

### Mezinárodně-politické důsledky
Protože byla měnová reforma provedena bez předchozího souhlasu Mezinárodního měnového fondu, bylo Československu po nátlaku v roce 1954 za toto nedodání požadovaných údajů ukončeno v této organizaci členství. To bylo po revoluci obnoveno roku 1990. Navázání kurzu koruny na rubl bylo nahrazeno devalvací koruny a fixním kurzem na dolar.